# Тостада

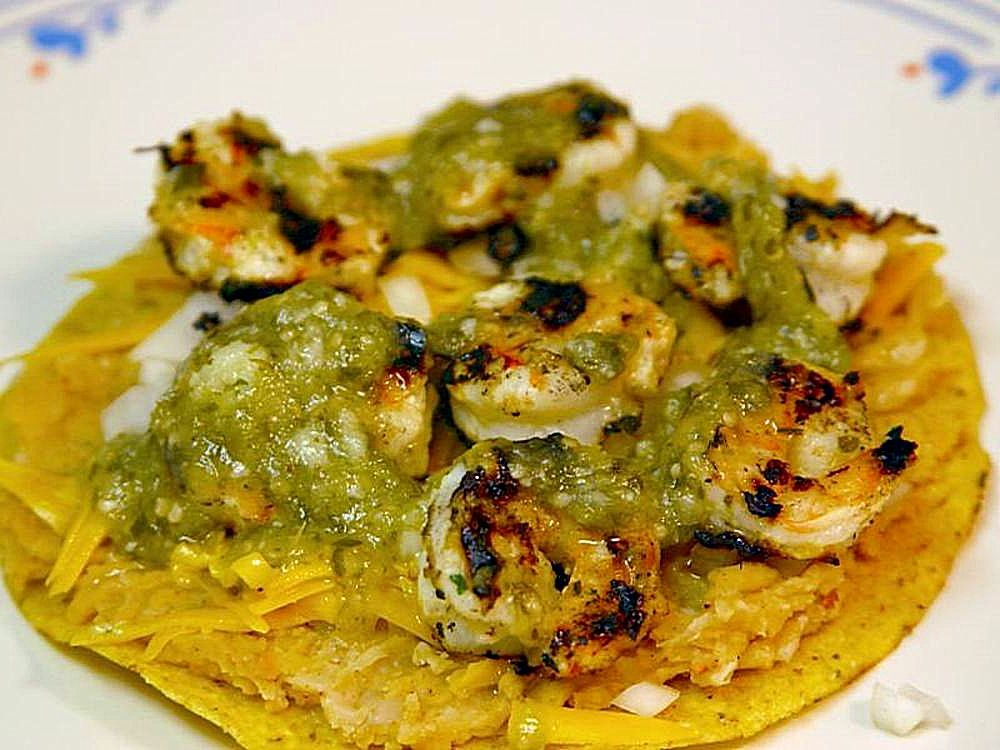
Тостада з креветками

Тостада (ісп. tostada, «підсмажений») — назва різних страв в Мексиці і в інших частинах Латинської Америки, для яких як основу використовують обсмажені тортильї. Аналог англійського «тосту».
Назва зазвичай відноситься до плоского або чашеподібного коржика, який смажать у фритюрі або підсмажують, але також може відноситися до будь-якої страви, котрі використовують тостадо як основу. Його можна вживати окремо або використовувати як основу для інших продуктів. Для тостадо зазвичай використовуються кукурудзяні коржі, хоча також зустрічаються тостадо з пшениці або інших інгредієнтів.

## Приготування

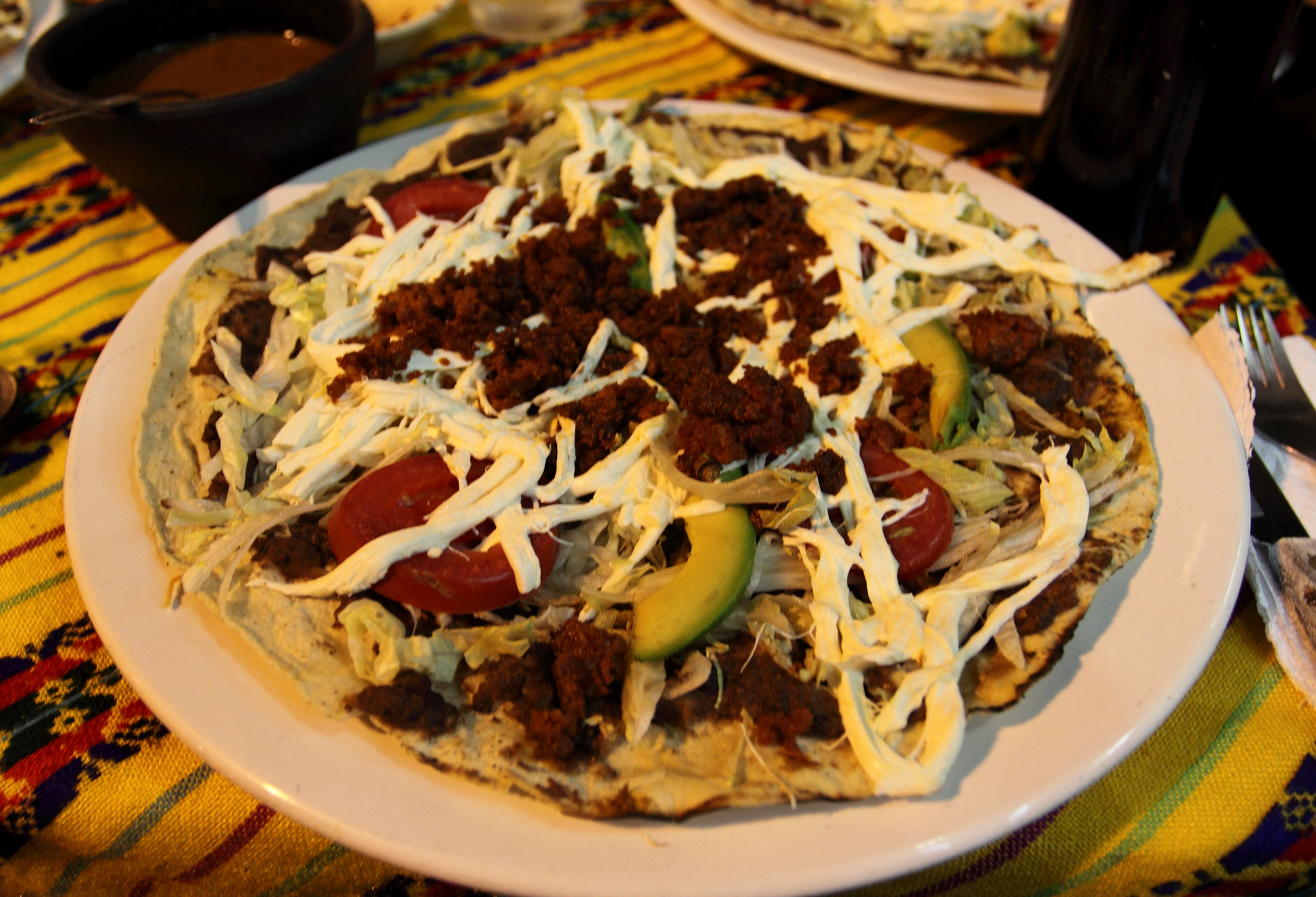
Тостадо зі штату Оахака: Oaxacan tlayuda

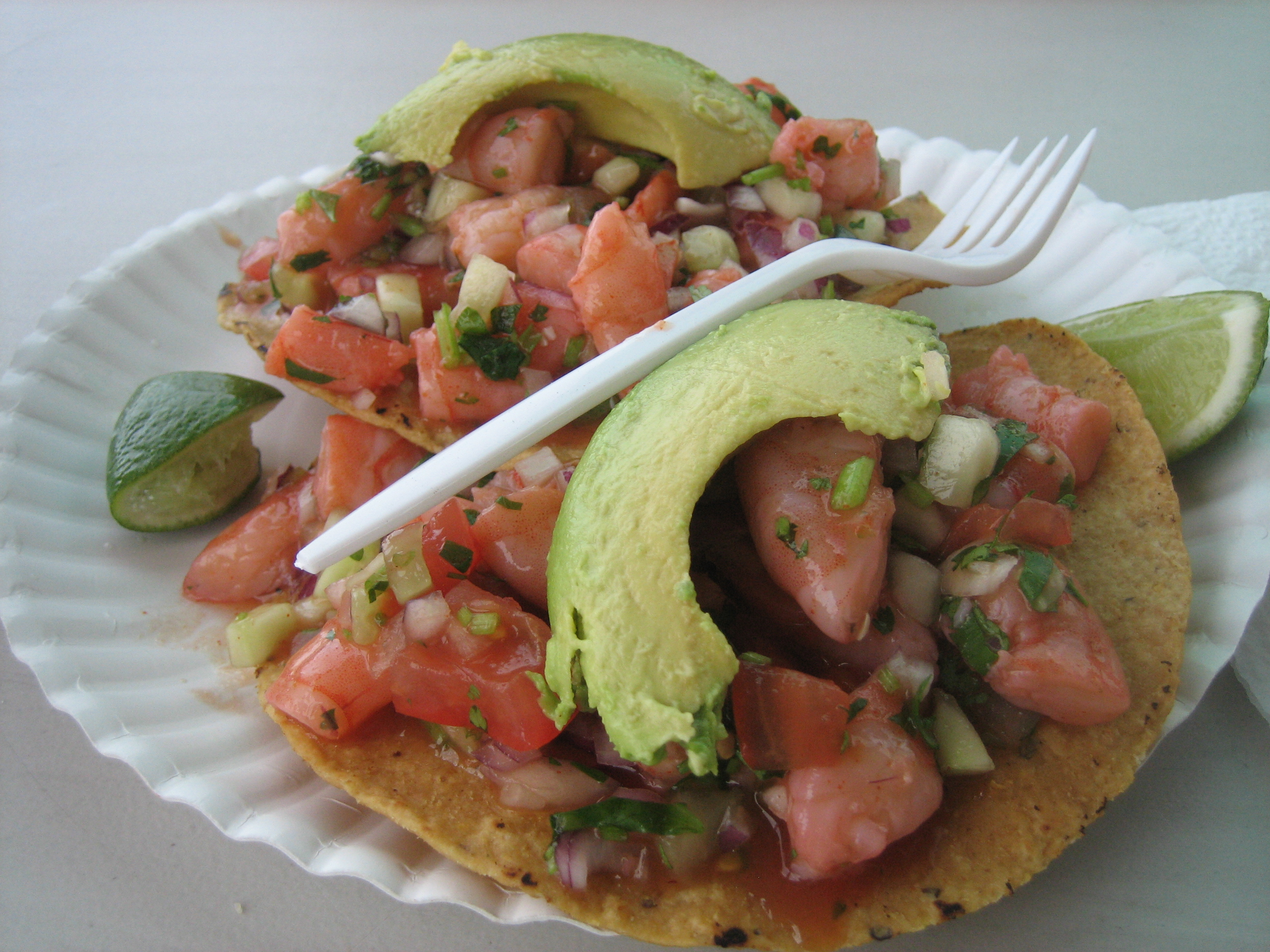
Тостадо з креветками, подана в закусочній на колесах в Окленді, Каліфорнія, США

Точно так само, як несвіжий хліб можна зробити смачним у вигляді тостів, черствий корж можна перетворити в тостадо, обсмажити його в киплячій олії, поки він не стане золотистим, твердим та хрустким. Комерційні тостадо за смаком і консистенцією схожі на чипси з тортильї.
Тостадас - це самостійна страва в Мексиці і на південному заході Америки, її також подають як страву-компаньйона до різних мексиканським страв, в основному морепродуктів та тушкованих страв, таким як менудо (menudo), біррия (birria) та позоле.
Начинка для тостадо в основному така ж, як і для тако: базовий шар з квасолі, сиру, сметани, нарізаного салату, нарізаної цибулі та соусу, який потім покривається нарізаним смаженим м'ясом, зазвичай куркою або свининою, але також і яловичиною. Тостадо також популярні з морепродуктами, такими як тунець, креветки, краби, нарізані восьминоги та севіче. Вегетаріанські тостадо хоча і не так поширені, але також зустрічаються. Через крихкість тостадо, їх основна начинка (зазвичай квасоля або вершки) повинна бути досить пастоподібною, щоб залишатися на ній; а також для запобігання осипання інших начинок або гарнірів під час їжі. Штат Оахака відомий своїми великими tlayuda tostada, розміром з піцу, іноді зі смаженими чапулінами (різновид коника) .
Тостадас може бути закускою («botana»), розрізаною на маленькі трикутники, щоб вийшли чипси з тортильї, які можна занурити в соус сальса, гуакамоле, квасолю, вершки, вершковий сир, або подавати з чилі кон кесо. Ця версія тостадо виникла від традиційних коржів totopos de maiz в кухні американського штату Нью-Мексико і техасько-мексиканській кухні. Комерційні чипси з тортильї, іноді відомі як начос, також зазвичай продаються в магазинах та супермаркетах.
У Центральній Америці тостадо часто готують з чорної квасолі, петрушки, яловичого фаршу та квашеної капусти «куртідо» (curtido).